# The Parsonage (Massachusetts)
Als The Parsonage (Das Pfarrhaus) ist ein Gebäude in Natick, Massachusetts im National Register of Historic Places eingetragen. Das auch als Horatio Alger House bekannte Haus wurde zu Beginn des 19. Jahrhunderts errichtet und dient bis heute als Pfarrhaus der Eliot Church of South Natick, die zur Unitarian Universalist Association und zur United Church of Christ gehört. Es ist als National Historic Landmark anerkannt und seit 1983 zugleich Contributing Property zum John Eliot Historic District.

## Beschreibung
Das Pfarrhaus der Eliot Church ist ein zweistöckiges, weißes Gebäude mit Satteldach und zwei Innenschornsteinen. Eine einstöckige hölzerne Veranda mit Walmdach und vier quadratischen Säulen erstreckt sich fast über die gesamte Länge dieser Fassade. Der Eingang befindet sich in der Mitte der Veranda. Ein zweistöckiger Anbau ragt aus dem nördlichen Teil der Rückseite des Hauses hervor. Ein kleiner einstöckiger Abschnitt mit Pultdach steht in der Ecke, die dieser Anbau bildet. Am Ende des Anbaus befindet sich eine Garage, die nach Südosten hin offen ist. Das zweite Stockwerk des Anbaus ist niedriger als das des Hauptteils.

## Historische Bedeutung
Das Pfarrhaus hat dadurch kulturgeschichtliche Bedeutung, dass der populäre Schriftsteller Horatio Alger, der ab 1866 in New York City lebte, von 1866 bis 1878 die Sommermonate bei seinem Vater im Pfarrhaus der Eliot-Kirche verbrachte. Danach ging er für fast zwei Jahre in den Westen. Anschließend verbrachte er die Sommermonate wieder im Pfarrhaus und zog sich 1898 gänzlich dorthin zurück. Da seine Gesundheit nachließ, zog er mit seiner Schwester in ein anderes Haus in Natick, wo er 1899 starb.